# Tom E. Huff
Pour les articles homonymes, voir Huff (homonymie).
Tom E. Huff, né Thomas Elmer Huff le 8 janvier 1938 dans le comté de Tarrant, au Texas, et mort le 16 janvier 1990 à Fort Worth, au Texas, est un romancier américain, auteur de roman gothique, de roman policier et de roman d'amour sous les pseudonymes féminins de Edwina Marlow, Beatrice Parker, Katherine St. Clair  et Jennifer Wilde.

## Biographie
Après la fin de ses études en 1960, il est professeur d’anglais pendant de nombreuses années dans un établissement d'enseignement secondaire du Texas avant de se consacrer entièrement à l’écriture.
À partir de 1968, il signe du pseudonyme de Edwina Marlow des romans gothiques qui deviennent des best-sellers. En parallèle, il se lance à partir de 1970 dans le roman policier sous le pseudonyme de Beatrice Parker. Il donne aussi quelques thrillers mâtinés de romance sous son patronyme et sous le pseudonyme de Jennifer Wilde, cette dernière signature lui permettant de publier également plusieurs romans sentimentaux dont des romances historiques.

## Œuvre

### Romans

#### Signés Edwina Marlow
- The Master of Phoenix Hall (1968) Publié en français sous le titre L'Homme au capuchon noir, Paris, Éditions mondiales, coll. Modes de Paris no 139, 1981
- Falconridge (1969)
- The Lady of Lyon House (1970)
- Midnight at Mallyncourt (1975) Publié en français sous le titre Son dernier rôle, Paris, Éditions mondiales, coll. Intimité no 392, 1979
- Danger at Daklkari (1975) Publié en français sous le titre Les Mystères de Kali, Paris, Éditions mondiales, coll. Modes de Paris no 110, 1979

#### Signés Tom E. Huff ou T.E. Huff
- Nine Bucks Row (1973), republié sous le titre Susannah, Beware et signé du pseudonyme Jennifer Wilde Publié en français sous le titre L'assassin rôde dans l'impasse, Paris, Presses de la Cité, 1974
- Meet a Dark Stranger (1974), republié sous le titre Whisper in the Darkness et signé du pseudonyme Jennifer Wilde
- Marabelle (1980)

#### Signé Katherine St. Clair
- Room Beneath the Stairs (1975)

#### Romans policiers signés Beatrice Parker
- Come to Castlemoor (1970)
- Betrayal At Blackcrest (1971)
- Stranger By the Lake (1971)
- Wherever Lynn Goes (1975) Publié en français sous le titre Allô, Lynn ? C’est papa, Paris, Librairie des Champs-Élysées, Le Masque no 1474, 1977 ; réédition, Paris, Librairie des Champs-Élysées, Le Club des Masques no 480, 1982
- Jamintha (1975)

#### SérieMarietta Danversignée Jennifer Wilde
- Love's Tender Fury (1976) Publié en français sous le titre Un furieux amour (T1. L'esclave de la Caroline, T2. La belle du grand fleuve), Paris, Éditions de Trévise, 1977
- Love Me, Marietta (1981)
- When Love Commands (1984)

#### Autres romans sentimentaux signés Jennifer Wilde
- Dare to Love (1978)
- Once More, Miranda (1983) Publié en français sous le titre La Duchesse rebelle, Paris, Presses de la Cité, 1984
- Angel in Scarlet (1986)
- The Slipper (1987) Publié en français sous le titre Secrets de femmes, Paris, Presses de la Cité, 1989 ; réédition, Paris, Presses-Pocket no 3646, 1991
- They Call Her Dana (1989)

## Sources
- Jacques Baudou et Jean-Jacques Schleret, Le Vrai Visage du Masque, vol. 1, Paris, Futuropolis, 1984, 476 p. (OCLC 311506692), « Beatrice Parker », p. 335.